# Соколов, Алексей Константинович
Алексе́й Константи́нович Соколо́в (1922—2001) — русский советский живописец и педагог, заслуженный деятель искусств РСФСР (1980), профессор института живописи, скульптуры и архитектуры им. И. Е. Репина, член Санкт-Петербургского Союза художников (до 1992 года — Ленинградской организации Союза художников РСФСР).
Родился в Петрограде в семье художника Константина Алексеевича Соколова (1887—1963), друга Сергея Есенина. В 1941 г. окончил СХШ при институте им. И. Е. Репина.
После окончания войны, на которую ушёл добровольцем в народное ополчение, поступил в Институт им. И. Е. Репина, который окончил в 1951 г. Дипломная работа — «Знаменосцы мира» выполнена в мастерской под руководством В. М. Орешникова факультета живописи.
В течение 12 лет преподавал в ЛВХПУ им. В. И. Мухиной.
В 1968 году перешёл на преподавательскую работу в институт живописи, скульптуры и архитектуры им. И. Е. Репина в мастерскую монументальной живописи под руководством А. А. Мыльникова. Многие годы работал в должности декана факультета живописи.
В 1960 г. стажер во Франции.

## Творчество
Алексей Соколов является автором произведений монументального искусства, а именно мозаики станции метро «Автово» в Санкт-Петербурге, росписи театра на Таганке в Москве, им было написано большое количество портретов, пейзажей, сюжетных картин, цикл работ французского периода, портреты современников — директора Пушкинского заповедника С. С. Гейченко, с которым был дружен с 1947 г., портреты артистов Н. К. Симонова, А. А. Миронова, З. А. Славиной, поэта М. А. Дудина, скульптора С. Т. Коненкова, художника Р. Кента, писателя М. Дрюона, виолончелиста М. Л. Ростроповича, портреты жены, детей, внуков.